# Арнара
Арнара (італ. Arnara) — муніципалітет в Італії, у регіоні Лаціо, провінція Фрозіноне.
Арнара розташована на відстані близько 85 км на південний схід від Рима, 7 км на південний схід від Фрозіноне.
Населення — 2361 особа (2014).
Щорічний фестиваль відбувається 20 січня. Покровитель — San Sebastiano.

## Демографія
Населення за роками:

Станом на 1 січня 2023 року в муніципалітеті офіційно проживали 53 іноземці з 12 країн, серед них 27 громадян країн Євросоюзу та 3 громадяни України.

## Сусідні муніципалітети
- Чеккано
- Фрозіноне
- Пофі
- Рипі
- Торриче